# Distrikt Huancabamba (Huancabamba)
Der Distrikt Huancabamba liegt in der Provinz Huancabamba in der Region Piura in Nordwest-Peru. Der Distrikt wurde am 28. Juli 1821 gegründet. Er hat eine Fläche von 447,25 km². Beim Zensus 2017 lebten 27.599 Einwohner im Distrikt. Im Jahr 1993 betrug die Einwohnerzahl 28.802, im Jahr 2007 30.116. Verwaltungssitz ist die 1929 m hoch gelegene Provinzhauptstadt Huancabamba mit 3477 Einwohnern (Stand 2017).

## Geographische Lage
Der Distrikt Huancabamba liegt in der peruanischen Westkordillere im zentralen Osten der Provinz Huancabamba. Er hat eine Längsausdehnung in NNW-SSO-Richtung von etwa 30 km sowie eine maximale Breite von etwa 25 km. Die westliche Distriktgrenze verläuft entlang der kontinentalen Wasserscheide. Der Río Huancabamba durchfließt den Distrikt in südlicher Richtung.
Der Distrikt Huancabamba grenzt im Westen an die Distrikte Canchaque und Lalaquiz, im Nordwesten an den Distrikt Pacaipampa (Provinz Ayabaca), im Nordosten an den Distrikt El Carmen de la Frontera, im Osten an den Distrikt Tabaconas (Provinz San Ignacio), im Südosten an den Distrikt Sóndor sowie im Süden an den Distrikt Sondorillo.